# Храстова катерица на Смит
Храстова катерица на Смит или жълтокрака катерица (Paraxerus cepapi), е вид бозайник от семейство Катерицови (Sciuridae).

## Разпространение
Видът е разпространен в Ангола, Ботсвана, Демократична република Конго, Замбия, Зимбабве, Малави, Мозамбик, Намибия, Танзания и Южна Африка.